# بیجو
بیجو (به لاتین: Bico) یک منطقه مسکونی در جمهوری آذربایجان است که در شهرستان آق‌سو واقع شده است. بیجو ۱۸۶۰ نفر جمعیت دارد.

## ریشه واژه
بیج یا بوج در زبان تاتی قفقاز به‌معنی خوشبو و معطّر و اُو به‌معنی آب است و بیجو یعنی آب خوشبو.

### فرش‌های بیجو

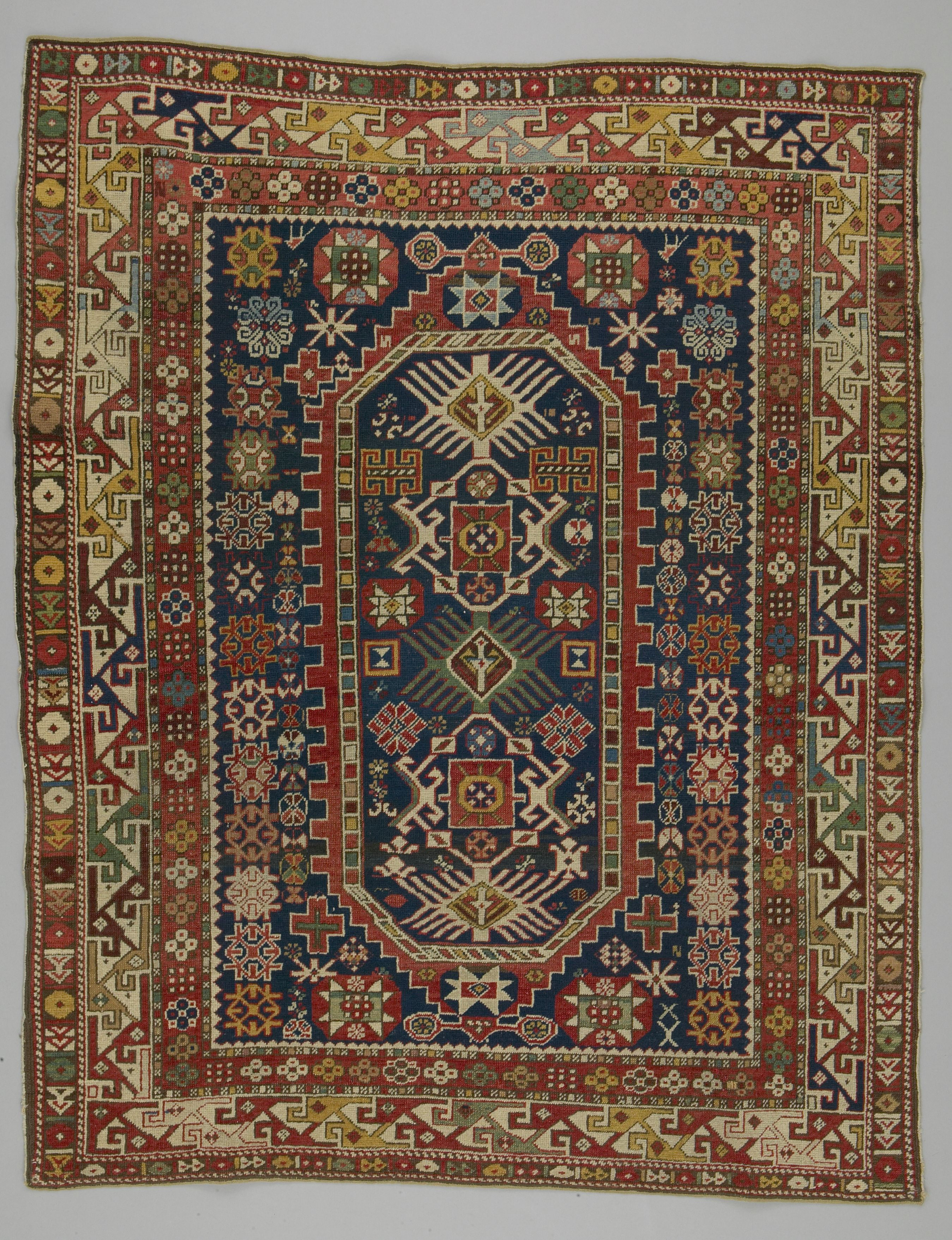
فرش متعلق به سده نوزدهم میلادی از بیجو در موزه نساجی کانادا